# ガレリ
ガレリ（Garelli ）はイタリアのオートバイメーカーである。1919年にアダルベルト・ガレリ（Adalberto Garelli）によって設立された。

## 歴史

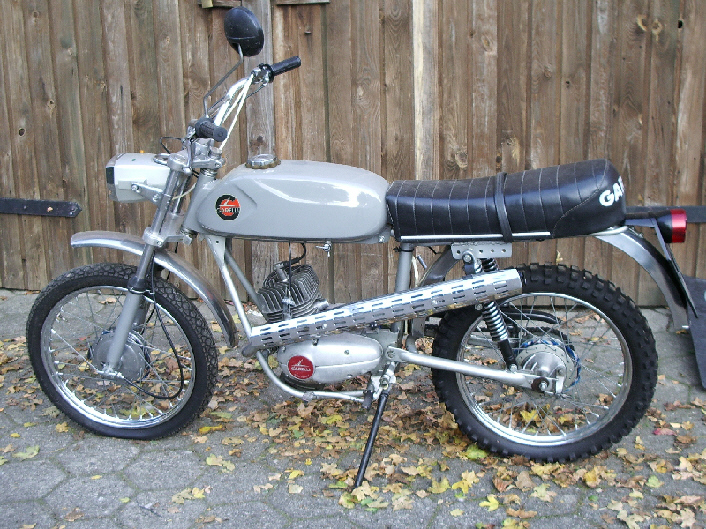
Cross（1968年）

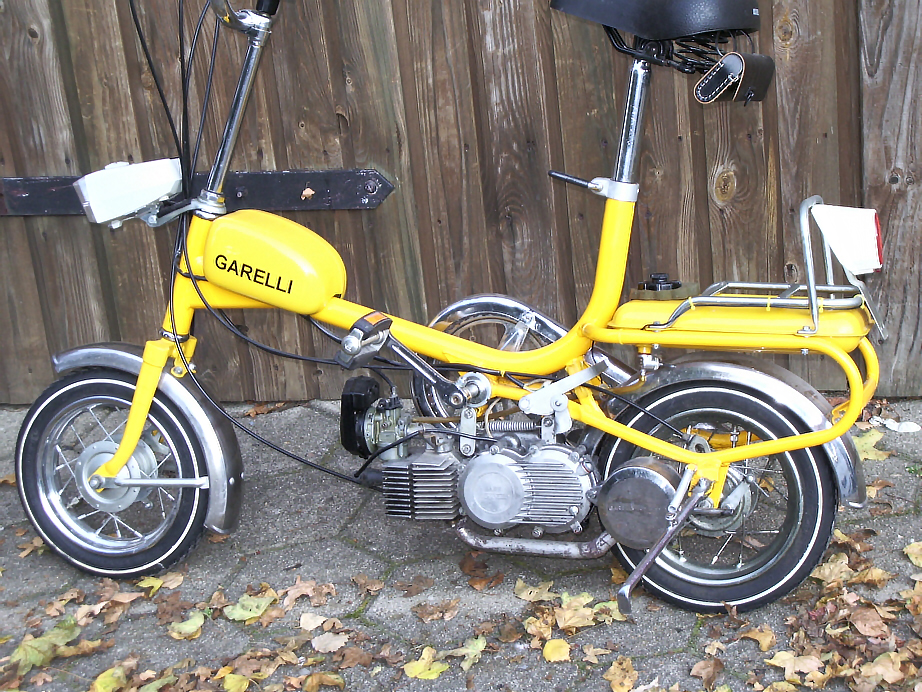
City Bike（1972年）

### 第二次世界大戦前
22歳で機械工学の学位を取得したアダルベルト・ガレリは、フィアットに入社して2ストロークエンジンの開発を始める。しかし、フィアットが2ストロークエンジンに興味がないことが分かるとガレリは1911年にフィアットを退社し、1914年まで独力で350ccのスプリット・シングル・エンジン（一つの燃焼室内に二つのピストンを持つ構造の単気筒2ストロークエンジン）の設計を続けた。
1914年から1918までガレリは他のオートバイメーカーに勤務しながら、自身が設計したスピリット・シングル・エンジンを搭載したオートバイでイタリア陸軍が主催する競技に出場して勝利した。
1919年、ガレリは自身の会社を設立する。この年にガレリが製作した350ccのオートバイはミラノ - ナポリ間の速度記録を打ち立てた。ライダーのエットーレ・ジラルディが両都市間の840kmで記録した平均速度は38.29km/hだった。
ガレリはモータースポーツに力を入れており、エルネスト・ネーサ、タツィオ・ヌヴォラーリ、アキーレ・ヴァルツィといった多くの有名なイタリア人レーサーがガレリのオートバイでそのレースキャリアをスタートさせている。また、350ccスピリット・シングル・エンジンは1926年まで生産され続け、レースで大きな成功を収めた。
やがてガレリはイタリア軍のためにオートバイの生産を始め、1920年代の後半には生産を完全に軍需に移行した。

### 戦後
1945年にオートバイ生産を再開したガレリは、低価格で手軽な輸送手段を求めるヨーロッパ市場の需要に応えて生産を小排気量オートバイとモペッドに集中した。2ストローク38ccの自転車搭載用モスキート・エンジンは200万台以上生産される大ヒット作となった。
1961年、同じくイタリアの小排気量オートバイメーカーであるアグラティを吸収し、同社のモペッドやオートバイを加えてラインナップを充実させた。
1980年代にはモータースポーツにも復帰し、ロードレース世界選手権125ccクラスでは1982年から1987年までアンヘル・ニエト、ファウスト・グレシーニ、ルカ・カダローラのライディングで6年連続チャンピオンマシンとなっている。
現在、ガレリはモペッドの生産のみを続けている。